# Estatocracia
La estatocracia es una expresión propuesta por Marcel Prélot en 1936 en su afán de buscar una doctrina de Estado con bases filosóficas, sociológicas y místicas. Se define como el gobierno por el estado, o por energía política, en la distinción del gobierno por la energía eclesiástica o aristocrática o de otros poderes fácticos que se interpongan entre la plebe y el centro de poder.

## Descripción
El estado encuentra en la plebe a los servidores que la refuerzan, y la plebe encuentra al estado como un medio que los puede elevar al poder. Tal estado podría crecer basado en el instinto de alcanzar el poder por parte de la plebe. Los ideólogos de esta doctrina encuentran que este instinto actuaría como un proceso regulador por medio de un ácido estatal que descompone las moléculas aristocráticas.  La autoridad central que alcance el poder al provenir de la plebe generará nexos muy próximos con esta, contrarrestando los cuerpos intermedios dotados de autoridad como el clero y la aristocracia.

## Críticas
Las ideologías liberales la ven como una economía colectivista a partir del cual se esfuman los derechos individuales; una sociedad reducida al imperio de un partido y pensamiento únicos con una burocracia estatal arrogante e incontrolable que rápidamente empieza a comportarse como una nueva clase, también conocida como “burguesía roja”. Argumentan que el totalitarismo se nutre de la pobreza de la plebe encontrando a un líder, con un sistema personal de gobierno, que dicta todos los parámetros de la vida cotidiana en función de imponer una lealtad al régimen. En algunos casos los líderes alcanzan el poder interesándose únicamente en los beneficios personales que se le pueda otorgar llegándose a conformar una cleptocracia.[cita requerida]
Otro escenario criticable es donde el estado es tan puro que el colectivo es muy homogéneo, cultural y socialmente hablando, que puede condicionar la forma del gobierno de la autoridad sometiéndolo a los dictados y opiniones de la mayoría.